# Fanny Gautier
Fanny Solórzano Gautier (Madrid, España, 21 de noviembre de 1970) es una actriz española conocida principalmente por su papel de Alicia Jáuregui en la serie Un paso adelante. También ha aparecido en las películas Abre los ojos, Elsa y Fred y La torre de Suso. Es hija de madre francesa y padre español.

## Filmografía

### Televisión
- Antivicio (2000)
- Pasión adolescente (2001)
- Un paso adelante (2002-2005) como Alicia Jáuregui.
- Policías, en el corazón de la calle (2002) como Lena.
- 7 vidas (2003) como Aurora Monleón.(3 episodios)
- Sin hogar (2003) como Clara.
- Al filo de la ley (2005) como Patricia Muñoz.
- Fuera de control (2006)
- Génesis, en la mente del asesino (2007) como Álex Pizarro.
- 90-60-90, diario secreto de una adolescente (2009) como Carmen Galán.
- La pecera de Eva (2010) como Madre de Andrea.
- B&B, de boca en boca (2014) Nati Gómez de Urquijo.
- La que se avecina (2014)
- El Ministerio del Tiempo (2015) como Carmen Folch.
- Velvet Colección (2018) como Mercè.
- Arde Madrid (2018) como Aline Griffith.
- 45 revoluciones (2019) como Feli.
- Paquita Salas (2019) como Profesora.
- 3 Caminos (2020) como Sofía.
- Sequía (2022) como Carmen.
- Servir y proteger (2022) como Gloria.
- Machos alfa (2022) como Esperanza.
- Escándalo. Relato de una obsesión (2023) como Soledad Ribó.
- Mía es la venganza (2023) como Luisa Casado
- Olympo (2025)

### Cine
| Año  | Película                         | Personaje   | Director                     | Género          | Duración |
| ---- | -------------------------------- | ----------- | ---------------------------- | --------------- | -------- |
| 1997 | Abre los ojos                    | Secretaria  | Alejandro Amenábar           | Drama/Misterio  | 1h 57 m  |
| 1997 | La mujer del cosmonauta          | P. Ferel    | Jacques Monnet               | Comedia/Drama   | 1h 39 m  |
| 1998 | Grandes ocasiones                | Laura       | Felipe Vega                  | Comedia         | 1h 31 m  |
| 2001 | Amor, curiosidad, prozak y dudas | Lores       | Miguel Santesmases           | Drama           | 1h 40 m  |
| 2002 | Mi casa es tu casa               | Elena       | Miguel Álvarez               | Drama/Romance   | 1h 32 m  |
| 2005 | Elsa y Fred                      | Laura       | Marcos Carnevale             | Romance/Comedia | 1h 48 m  |
| 2007 | La torre de Suso                 | Rosa        | Tom Fernández                | Comedia         | 1h 35 m  |
| 2010 | Mi otra mitad                    | Sophie      | Beatriz Sanchís              | Cortometraje    | 18 m     |
| 2015 | Barcelona noche de invierno      | Francesa    | Dani de la Orden             | Romance         | 2h 30 m  |
| 2018 | Grimsey                          | Fanny (voz) | Richard García, Raúl Portero | Comedia         | 1h 10 m  |